# Acró d'Acragant
Acró (grec antic: Ἄκρων), fill de Xenó, fou un metge grec natural d'Acragant i contemporani d'Empèdocles (segle v aC).
D'Acragant va anar a Atenes i va obrir una escola filosòfica; es diu que era a Atenes durant la gran plaga (430 aC) i els focs purificadors subseqüents, però sembla poc probable. Més tard va tornar a Acragant, va construir una tomba familiar i va demanar entrar al senat, cosa a la qual Empèdocles es va oposar. Va escriure diverses obres en dialecte dòric, però no s'han conservat, si bé els títols ens han arribat a través de la Suda i Eudòxia Macrembolitissa, i parlaven de temes mèdics i físics. Els empírics, per demostrar més antiguitat que els dogmàtics (l'escola dogmàtica fou fundada per Tèssal i Polibi, fill i gendre d'Hipòcrates, vers el 400 aC), van atribuir la fundació de la seva escola a Acró.